# Шарль Рампельберґ
Шарль Рампельберґ (фр. Charles Rampelberg, 11 жовтня 1909 — 18 березня 1982) — французький велогонщик.
Бронзовий призер Олімпійських Ігор 1932 року в гіті на 1 км.